# The Globe and Mail
The Globe and Mail ist eine überregionale englischsprachige kanadische Tageszeitung. Sie hat ihren Sitz in Toronto und wird in sechs Städten im ganzen Land gedruckt. Mit einer wöchentlichen Auflage von zwei Millionen Exemplaren ist sie Kanadas zweitgrößte Tageszeitung nach dem Toronto Star. Das Blatt ist ein Unternehmensbereich der CTVglobemedia Publishing Inc. Die Muttergesellschaft CTVglobemedia ist auch im Besitz des größten privaten kanadischen Fernsehsenders CTV.

## Geschichte
Der Vorläufer von The Globe and Mail war die 1844 in Toronto vom schottischen Immigranten George Brown gegründete Zeitung The Globe. Brown unterstützte die Clear Grits, aus denen später die Liberale Partei Kanadas hervorgingen. The Globe war zunächst das wöchentlich erscheinende Parteiorgan von Browns Reform Party, bezog dann jedoch bald die liberale Wählerschaft mit ein und wandelte sich in den 1850er Jahren zu einer unabhängigen und angesehenen Tageszeitung.
1936 hatte die Zeitung eine Auflage von 78.000 und fusionierte in diesem Jahr mit The Mail and Empire (Auflage: 118.000), das 1895 seinerseits aus der Fusion von The Toronto Mail und Toronto Empire entstanden war. Erstere war 1872 von Browns Rivalen, dem konservativen Politiker John Macdonald gegründet worden, der später erster Premierminister Kanadas wurde. 1952 wurde The Globe and Mail an die Webster-Familie aus Montreal verkauft. Als die Zeitung im Heimmarkt Toronto hinter den Toronto Star zurückfiel, begann sie mit der Expansion über das ganze Land.
1965 wurde die Zeitung von FP Publications aus Winnipeg erworben, die zahlreiche Lokalzeitungen in ganz Kanada kontrollierte. 1980 gelangten FP Publications und damit auch The Globe and Mail in den Besitz der von Kenneth Thomson kontrollierten Thomson Group. Seither wird die Zeitung in sechs verschiedenen Städten gedruckt: Halifax, Montreal, Toronto, Winnipeg, Calgary und Vancouver. Die Thomson Group verkaufte die Zeitung 2001 an den Konzern CTVglobemedia, an dem die Thomsons als Minderheitsaktionäre beteiligt sind.

## Karikaturenkontroverse
Als Anfang 2008 The Globe and Mail eine  Karikatur mit einem afrokanadischen Lehrer vor einer Tafel mit Mathematikgleichungen und der dahingeworfenen Slang-Phrase „S'up dog“ unter der Überschrift Afrocentric Algebra zeigte, verfasste die aus Südafrika stammende und in Kanada dozierende Schriftstellerin Rozena Maart einen scharf formulierten Brief an den Herausgeber der Zeitung. Darin führte sie aus, dass die Ursprünge der Mathematik auch in Ägypten liegen würden, was bekanntermaßen selbst zu Afrika gehöre, womit sich eigentlich bereits der Aufhänger der Karikatur erledige. Indem die Karikatur sich eurozentrischer Klischees bediene, offenbare sie einen regelrechten Rassismus. Aufgrund des allgemeinen Zuspruchs, den Maart damit bekam, musste sich der Herausgeber entschuldigen. Eine rassistische Absicht habe nicht bestanden und der ungerechtfertigte Eindruck habe sich lediglich durch die vereinfachende Darstellung ergeben, außerdem habe man gerade in jüngster Zeit die Werke afrokanadischer Autoren gefördert.

## Chefredakteure
- George McCullagh (1936–1952)
- Oakley Dalgleish (1952–1963)
- R. Howard Webster (1963–1965)
- James L. Cooper (1965–1974)
- Richard S. Malone (1974–1978)
- Richard Doyle (1978–1983)
- Norman Webster (1983–1989)
- William Thorsell (1989–1999)
- Richard Addis (1999–2002)
- Edward Greenspon (2002–2009)
- John Stackhouse (2009–2014)
- David Walmsley (2014–)